# Lucky Vanous
Lucky Vanous, tên đầy đủ là Lucky Joseph Vanous (sinh ngày 11 tháng 4 năm 1961 tại Lincoln, vùng Nebraska, Hoa Kỳ) là nam người mẫu, diễn viên, huấn luyện viên hình thể người Hoa Kỳ, từng được xếp vào 50 người đẹp nhất do tạp chí People bình chọn năm 1994.

## Sự nghiệp
Năm 18 tuổi, Lucky tham gia Tiểu đoàn Biệt động quân số 1 Mũ nồi đen (Black Beret Rangers), lực lượng tinh nhuệ chống khủng bố và chống du kích. Sau khi hoàn thành nghĩa vụ quân sự, anh theo học tại Đại học Nebraska-Lincoln, và sau đấy là Khoa học chính trị tại Đại học Fordham, New York, trong một lần dạo chơi cùng bạn, anh đã được hãng thời trang uy tín Elite chú ý và ngay lập tức, anh ký hợp đồng hợp tác với họ. Năm 1994, anh tham gia đóng quảng cáo sản phẩm Diet Coke của Coca-Cola và được tạp chí People bình chọn vào danh sách 50 người đẹp nhất, và tham gia huấn luyện hình thể trên video và truyền hình. Cũng trong năm 1994, anh được xuất hiện trên trang bìa tạp chí sức khỏe Psychology Today.
Sau đó, các hãng phim bắt đầu tìm đến Lucky Vanous, năm, anh tham gia các khoá học nâng cao về cảnh diễn ở New York cùng Alan Savage và một khoá lồng tiếng ở Los Angeles. Năm 1997, anh tham phim truyền hình ngắn tập Pacific Palisades sau đấy là một vài tập của Will & Grace, và năm 2000 anh được nhận vai chính trong hai phần của phim truyền hình 18 Wheels of Justice.

## Đời tư
Lucky kết hôn năm 1989 với người mẫu Kristen Noel và họ ly hôn năm 1996, sau đấy anh chuyển đến Los Angeles sống. Anh là một người yêu thích trẻ con và động vật, trong thời gian hậu ly hôn, anh nuôi một con vẹt, một con chó và một con ngựa giống Clydesdale.

## Tác phẩm
| Năm tham gia | Phim                     | Định dạng          | Vai diễn                      | Ghi chú           |
| ------------ | ------------------------ | ------------------ | ----------------------------- | ----------------- |
| 1994         | Wings                    | Dài tập            | Chàng trai trẻ                | 1 tập             |
| 1995         | All My Children          | Dài tập            | Mr. Marvelous                 | 1 mùa             |
| 1997         | Pacific Palisades        | Ngắn tập           | Matt Dunning                  | Vai chính         |
| 1997         | Chapter Perfect          | Điện ảnh độc lập   | Michael Glover                | Vai chính         |
| 1999         | Pensacola: Wings of Gold | Dài tập            | Ripper                        | 1 tập             |
| 1999         | Will & Grace             | Dài tập            | Nhân viên y tế                | Đóng 1 tập        |
| 2000         | Hanging Up               | Điện ảnh           | Anh chàng ở Montana           |                   |
| 2000         | Jack of Hearts           | Điện ảnh           | Lee Dillon                    |                   |
| 2000-2001    | 18 Wheels of Justice     | Dài tập            | Chance Bowman / Michael Cates | Vai chính         |
| 2001         | The Hit                  | Video / 1 tập      | Anthony                       |                   |
| 2003         | Two and a Half Men       | Dài tập            | Kevin                         | Khách mời / 1 tập |
| 2005         | Widowmaker               | Phim ngắn (15phút) | Johnathan                     | Vai chính         |